# Камата (село)
Камата́ (осет. Къаматæ) — село в Ирафском районе республики Северная Осетия — Алания. Входит в состав Махческого сельского поселения.

## География
Село расположено в южной части Ирафского района, у впадения реки Каматадон в Айгамугу. Находится в 0,5 км к юго-востоку от центра сельского поселения — Махческ, в 36 км к югу от районного центра — Чикола и в 105 км к юго-западу от Владикавказа.
Само селение находится на южном склоне горы Хошхинхох, на высоте 1350—1450 метров над уровнем моря. Несмотря на то, что селение находится на южном склоне, флора и фауна представлена северной экспозицией ввиду необычного расположения хребтов. Над селением возвышается реликтовый сосновый лес.

## Население
| 2002 | 2010 | 2021 |
| ---- | ---- | ---- |
| 30   | ↘28  | ↗45  |

## Рода
С селением связаны родовые фамилии — Секинаевы, Гадаевы, Дигоевы, Цалкасовы, Байкуловы, Магкиевы, Тавитовы, Задаевы, Гетоевы, Албеговы, Боциевы, Гоцоевы, Кодзаевы, Мамитовы, Саухаловы, Токовы, Хоховы, Цахоевы. Ныне большая их часть покинуло родовое село и переселились на предгорья и равнину.

## Достопримечательности
Несмотря на свою малочисленность, Камата является своеобразным туристическим центром Дигории. В селении расположены два гостевых дома — визит центр национального парка «Алания» — «Хонх» и «Каматахостел». В селении много исторических и культурных достопримечательностей, отсюда начинаются порядка 12 туристических маршрутов разной категории сложности по Дигории и Уалагкому.